# Ferdinand Brunot
Ferdinand Brunot (* 6. November 1860 in Saint-Dié-des-Vosges; † 30. Januar 1938 in Paris) war ein französischer Linguist und Romanist.

## Leben und Werk
Brunot machte 1876 Abitur in seiner Geburtsstadt und studierte zwei Jahre in Dresden. Von 1879 bis 1882 war er Schüler von Charles Thurot an der École normale supérieure, erwarb die Agrégation de grammaire, war ein Jahr Gymnasiallehrer in Bar-le-Duc und wurde 1883 auf Empfehlung von Numa Denis Fustel de Coulanges mit 23 Jahren Maître de conférence an der Universität Lyon. 1891 habilitierte er sich mit den beiden Thèses La doctrine de Malherbe d'après son Commentaire sur Desportes (Paris 1891, 1969) und De Philiberti Bugnonii vita et eroticis versibus thesim Facultati Litterarum Parisiensis proponebat (Lyon 1891) und wurde Maître de conférence an der Sorbonne, 1895 auch an der Ecole normale supérieure.
Von 1900 bis 1934 besetzte Brunot an der Sorbonne den ersten Lehrstuhl für die Geschichte der französischen Sprache und publizierte ab 1905 eine monumentale Histoire de la langue française, deren Bände 1-9 zu seinen Lebzeiten und die Bände 10 und 11 postum erschienen und die er bis ins frühe 19. Jahrhundert führte. Er erstellte ein bedeutendes phonographisches Archiv mit Sprechaufnahmen der verschiedensten Sprecher und schrieb mit La pensée et la langue (Paris 1922, 3. Auflage 1936) eine der besten Grammatiken des Französischen. Über die 1932 erschienene Grammatik der Académie française schrieb er in Buchform eine vernichtende Kritik.
Brunot war von 1919 bis 1928 Dekan seiner Fakultät und von 1910 bis 1919 Bürgermeister des 14. Arrondissements von Paris. Politisch bekannte er sich zur demokratischen Linken und engagierte sich für die Rehabilitierung von Alfred Dreyfus.
Er war von 1924 bis 1928 der erste Präsident der Société de Linguistique Romane, Mitglied der Königlichen Akademien von Belgien (1921), den Niederlanden (1932) und Dänemark, ab 1925 der Académie des Inscriptions et Belles-Lettres (ab 1933 ihr Präsident) und Ehrendoktor der Universitäten Amsterdam, Brüssel, Cambridge, Lüttich und Prag. 1933 wurde er Grand Croix de la légion d’honneur. In Paris ist ein Platz nach ihm benannt.

## Weitere Werke
- Grammaire historique de la langue française avec une introduction sur les origines et le développement de cette langue, Paris 1894
- L'enseignement de la langue française. Ce qu'il est, ce qu'il devrait être dans l'enseignement primaire, Paris 1909
- Observations sur la Grammaire de l'Académie française, Paris  1932
- Précis de grammaire historique de la langue française (zusammen mit Charles Bruneau), Paris  1933, 3. Auflage 1969[1]